# Adán Gurdiel
Adán Gurdiel Mella (ur. 14 grudnia 1993 w Fabero) – hiszpański piłkarz występujący na pozycji obrońcy w Lorce.